# 缅甸人口贩卖
缅甸人口贩卖是指缅甸境內的人口販賣情況。缅甸既是被贩运人口的来源地，也是人口贩运的目的地。被販賣到緬甸的人會被強迫勞動、強迫詐騙和強迫賣淫。 包括水沟谷在内的缅甸边境地区是人口贩运的重災區。 當中，緬甸的KK園區是最著名的人口販賣案例之一。